# 阿尔贝托·布拉利亚
阿尔贝托·布拉利亚（義大利語：Alberto Braglia，1883年3月23日—1954年2月5日），意大利男子体操运动员。他曾参加1908年和1912年夏季奥运会，共获得三枚金牌，其中两枚来自于男子个人全能小项，另一枚来自于男子团体全能小项。